# Powerstock
Powerstock es un pueblo del suroeste de Dorset (Inglaterra), situada en un valle al filo de Dorset Downs. Está a unas cinco millas al noreste de Bridport. Cuenta con una población de 415 habitantes (2001).
Un pequeño río atraviesa Powerstock, y cuenta con varias cabañas acogedoras y dos hostales: The Three Horseshoes (Las Tres Herraduras), cerca de la iglesia, y The Marquis of Lorne Inn (El Marqués de Lorne Inn), al otro lado del valle, en un pequeño poblado llamado Nettlecombe. El pueblo fue conocido originalmente como 'Poorstock' ('reserva pobre'), pero cambió a 'Powerstock' ('reserva fuerte') cuando se construyó la línea de ferrocarril en 1857, posiblemente para evitar connotaciones de 'pobre en rodados' (poor 'rolling' stock). Se puede caminar desde aquí hasta la colina de la fortaleza de Eggardon Hill, así como dar breves paseos por el valle o en Powerstock Common, una reserva natural.
Se utilizó como lugar para la filmación de Se Anuncia un Asesinato (A Murder is Announced, de la BBC), obra original de Agatha Christie.